# Anagenesi
La anagenesi o evoluzione filetica è l'evoluzione progressiva delle specie, implicante un cambiamento nella frequenza genetica di una popolazione intera invece di un evento di biforcazione cladogenetico. Quando in una popolazione si fissano mutazioni sufficienti tali da differenziarsi significativamente da una popolazione ancestrale, si può assegnare un nuovo nome alla specie. La chiave è che la popolazione intera è distinta dalla popolazione ancestrale, di maniera che la popolazione ancestrale possa considerarsi estinta. È facile dedurre da questa definizione la controversia che potrebbe sorgere tra i tassonomisti quando le differenze diventano abbastanza significative da giustificare una nuova classificazione di specie.